# Лорел-Ран (Пенсільванія)
Лорел-Ран (англ. Laurel Run) — місто (англ. borough) в США, в окрузі Лузерн штату Пенсільванія. Населення — 558 осіб (2020).

## Географія
Лорел-Ран розташований за координатами 41°13′10″ пн. ш. 75°50′40″ зх. д. / 41.21944° пн. ш. 75.84444° зх. д. (41.219438, -75.844570).  За даними Бюро перепису населення США в 2010 році місто мало площу 13,43 км², уся площа — суходіл.

## Демографія
Згідно з переписом 2010 року, у селищі мешкало 500 осіб у 223 домогосподарствах у складі 132 родин. Густота населення становила 37 осіб/км².  Було 242 помешкання (18/км²).
Расовий склад населення:
| - 99,0 % — білих - 0,4 % — азіатів - 0,2 % — чорних або афроамериканців |

До двох чи більше рас належало 0,4 %. Частка іспаномовних становила 0,8 % від усіх жителів.
За віковим діапазоном населення розподілялося таким чином: 15,0 % — особи молодші 18 років, 66,8 % — особи у віці 18—64 років, 18,2 % — особи у віці 65 років та старші. Медіана віку мешканця становила 48,1 року. На 100 осіб жіночої статі у селищі припадало 105,8 чоловіків;  на 100 жінок у віці від 18 років та старших — 109,4 чоловіків також старших 18 років.
Середній дохід на одне домашнє господарство  становив 50 891 долар США (медіана — 40 568), а середній дохід на одну сім'ю — 59 239 доларів (медіана — 52 500). Медіана доходів становила 41 591 долар для чоловіків та 32 813 долари для жінок. За межею бідності перебувало 13,0 % осіб, у тому числі 3,6 % дітей у віці до 18 років та 13,5 % осіб у віці 65 років та старших.
Цивільне працевлаштоване населення становило 268 осіб. Основні галузі зайнятості: освіта, охорона здоров'я та соціальна допомога — 23,5 %, мистецтво, розваги та відпочинок — 11,9 %, роздрібна торгівля — 11,6 %.